# Alterswil
Alterswil (antiguamente llamada Juchschrot) es una localidad situada en la comuna de Tafers, en el distrito de Sense, cantón de Friburgo, Suiza. Tiene una población estimada, a fines de 2020, de 2046 habitantes.
Fue una comuna independiente hasta el 1 de enero de 2021, en que se fusionó con las antiguas comunas de Tafers y Saint-Antoine para formar la nueva comuna de Tafers.